# Home de Wushan

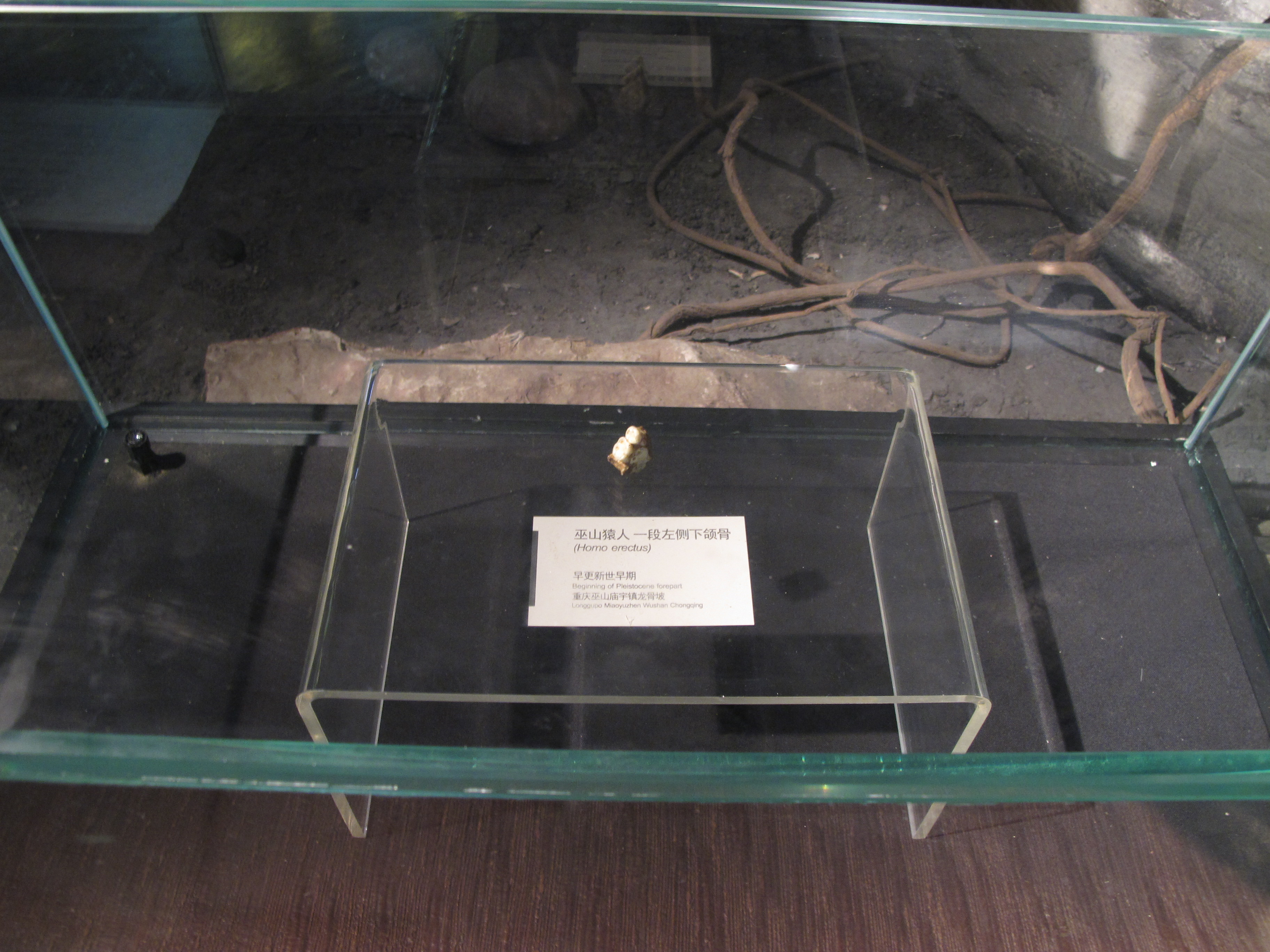
Fòssil de l'home de Wushan al Museu de les Tres Gorges

L'home de Wushan («Homo erectus wushanensis») és un tàxon de classificació controvertida. Originàriament considerat una subespècie d'Homo erectus, Russell Ciochon, un dels científics que el va classificar i descriure per primera vegada, va rectificar posteriorment la seva opinió afirmant que es tractava del fòssil d'un hominini no identificat, però no del gènere Homo.